# HAPPINESS-WINTER MIX-
«HAPPINESS -WINTER MIX-» es el 18.º sencillo de la banda japonesa GLAY. Salió a la venta el 1 de enero de 2000.

## Canciones
1. HAPPINESS-WINTER MIX-
2. MISERY (GLAY EXPO'99 SURVIVAL LIVE VERSION)
3. Kokodewanai, Dokoka e (GLAY EXPO'99 SURVIVAL LIVE VERSION)
4. HAPPINESS-WINTER MIX- (instrumental)